# Christian B. Anfinsen

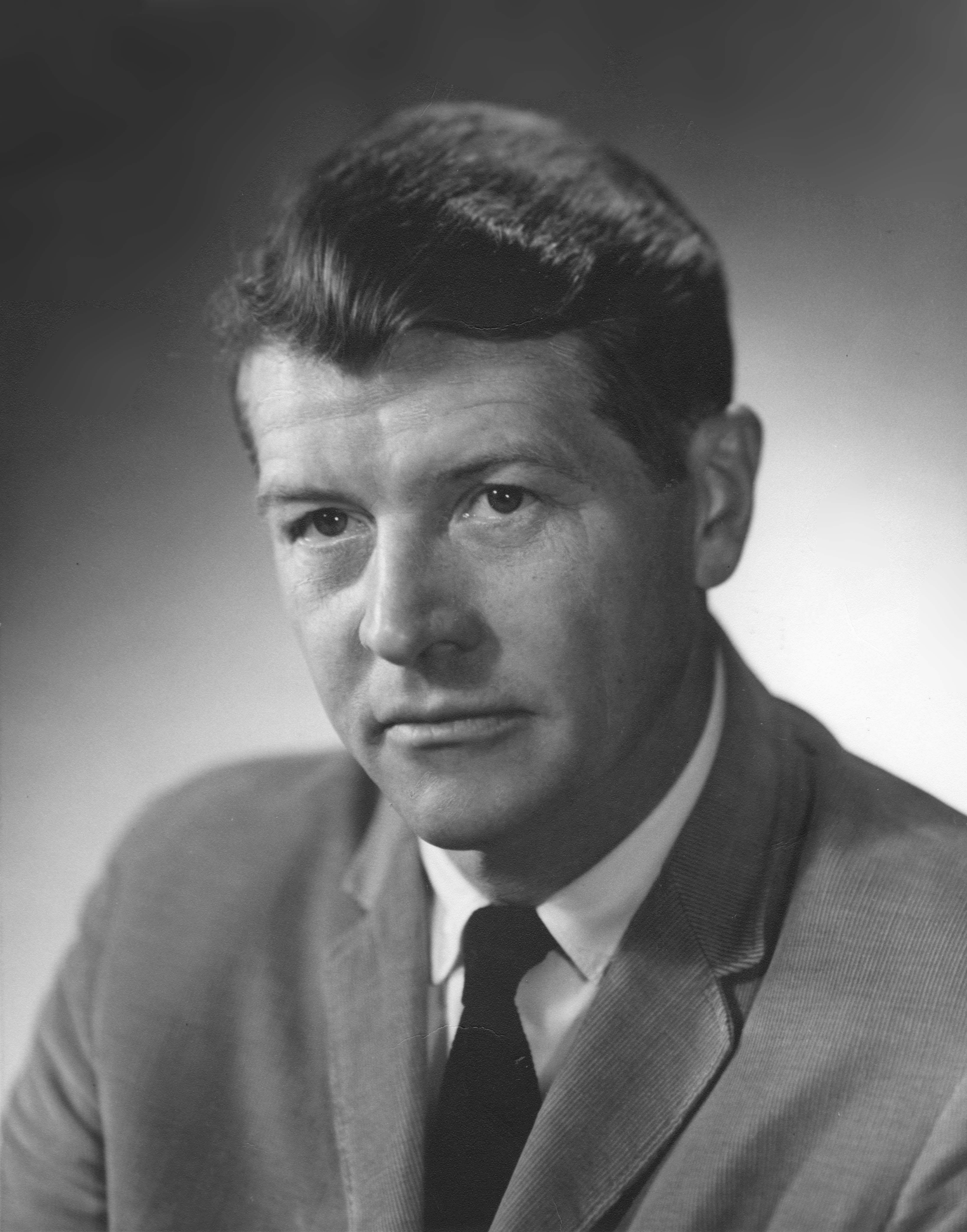
Christian B. Anfinsen, 1969

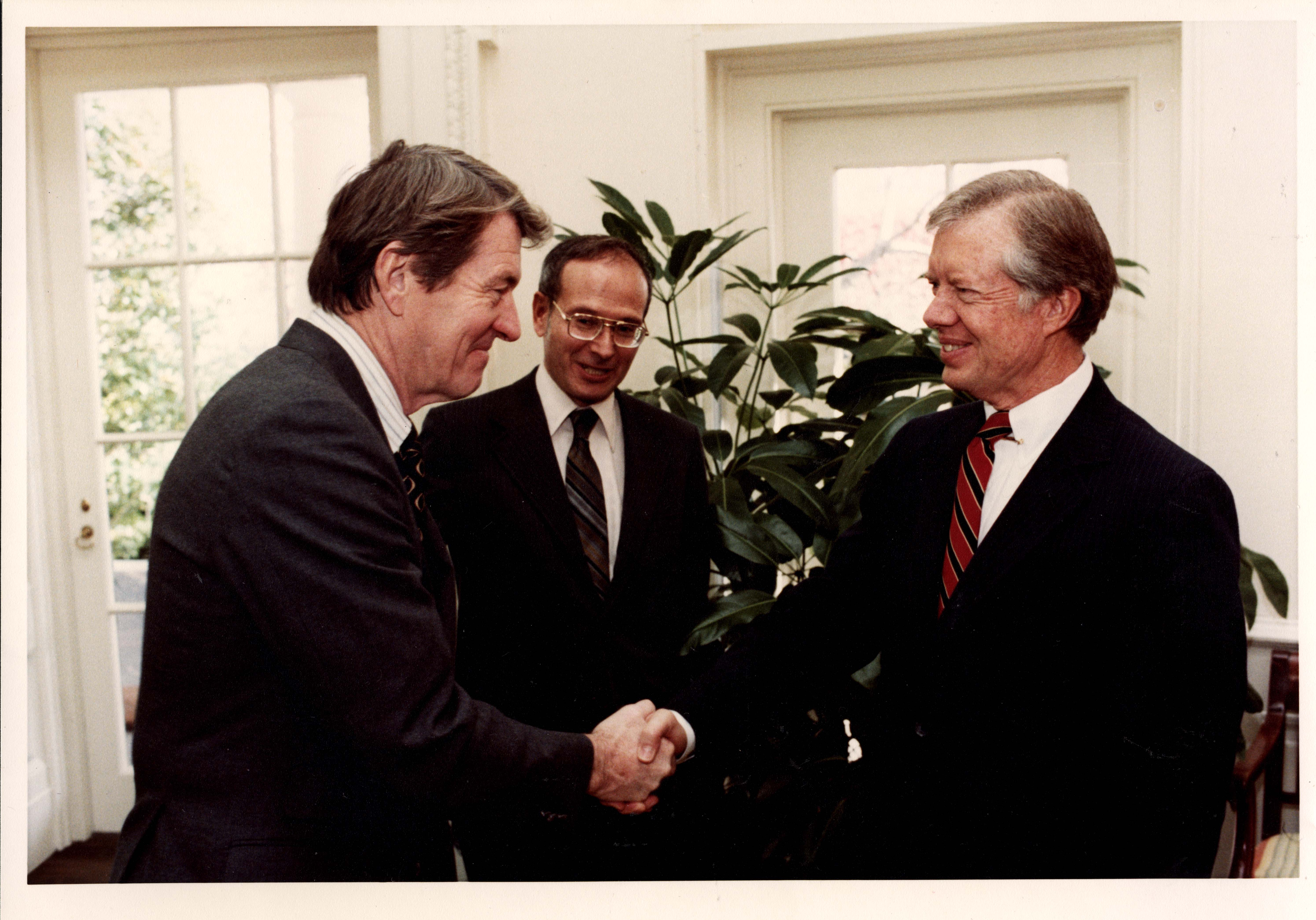
Christian B. Anfinsen und US-Präsident Jimmy Carter, 1980

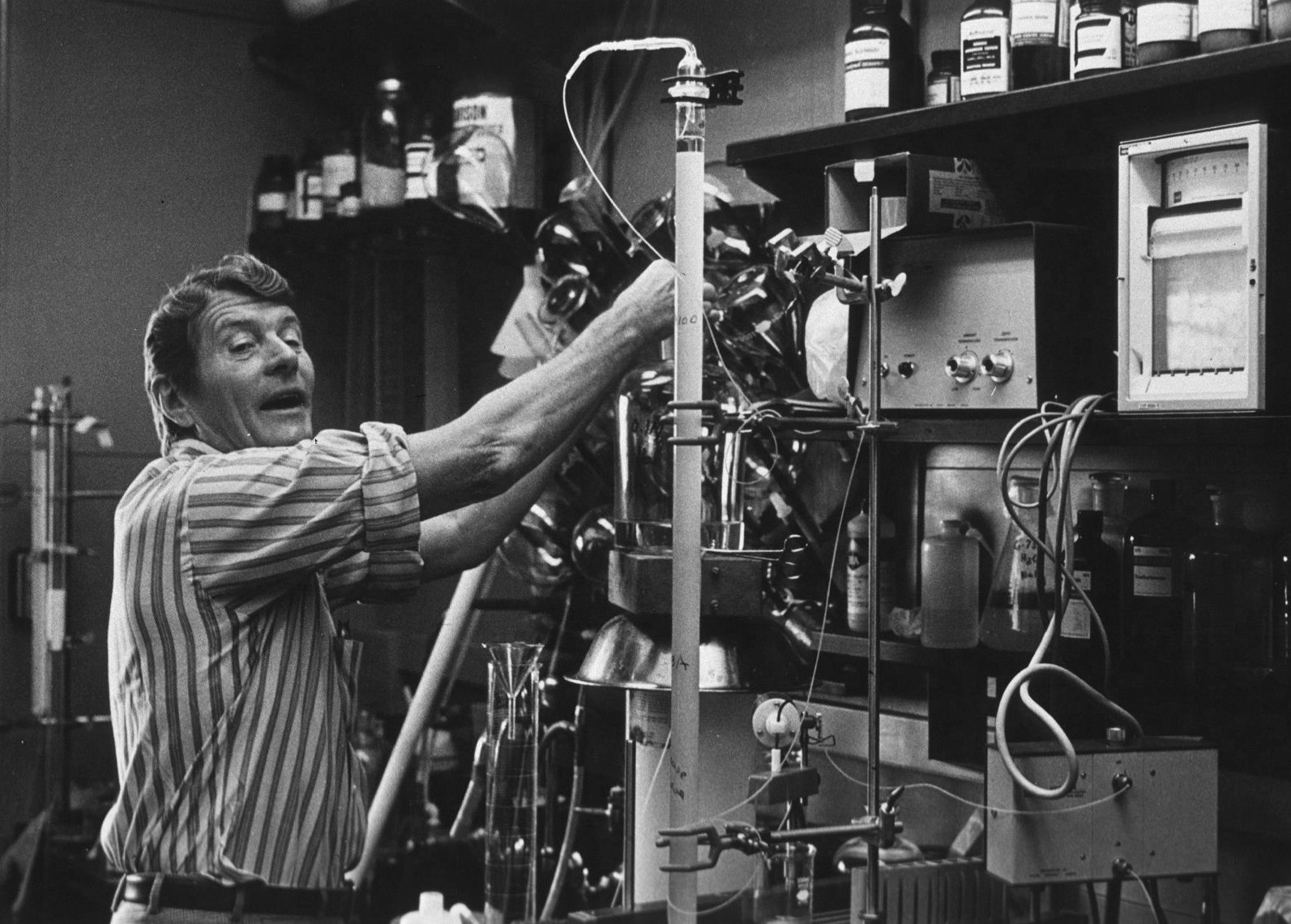
Christian B. Anfinsen im Labor, undatiert

Christian Boehmer Anfinsen (* 26. März 1916 in Monessen, Pennsylvania; † 14. Mai 1995 in Randallstown, Maryland) war ein amerikanischer Biochemiker. 1972 teilte er sich mit Stanford Moore und William H. Stein den Nobelpreis für Chemie. Anfinsen erhielt die Auszeichnung „für seine Arbeiten über Ribonuklease, insbesondere die Verbindung zwischen Aminosäuresequenz und biologisch wirksamen Konformationen“.

## Biographie
Anfinsen, Sohn norwegischer Immigranten, studierte ab 1933 Chemie am Swarthmore College. 1937 schloss er sein Studium mit dem Bachelor ab, 1939 folgte ein Masterabschluss in Organischer Chemie an der University of Pennsylvania. Ein Stipendium der American Scandinavian Foundation ermöglichte Anfinsen 1939 einen Forschungsaufenthalt am Carlsberg-Laboratorium in Kopenhagen. Nach Ausbruch des Zweiten Weltkriegs kehrte er 1940 in die Vereinigten Staaten zurück. 1941 erhielt er ein Promotionsstipendium an der Harvard Medical School, zwei Jahre später promovierte er bei A. Baird Hastings mit der Dissertation Quantitative Histochemical Studies of the Retina in Biochemie. Anfinsen verblieb bis 1950 als Assistant professor in Harvard. Von 1950 bis 1981 war er in verschiedenen Positionen an den National Institutes of Health tätig. In diese Zeit fallen Forschungsaufenthalte am Carlsberg Laboratorium in Kopenhagen (1954) und am Weizmann-Institut für Wissenschaften in Rechowot (1958–1959) sowie eine Gastprofessur in Harvard (1962–1963). 1958 wurde Anfinsen in die American Academy of Arts and Sciences gewählt, 1963 in die National Academy of Sciences und 1975 in die American Philosophical Society. Er war Mitglied der Päpstlichen Akademie der Wissenschaften. Von 1981 bis 1982 war er Gastprofessor für Biochemie am Weizmann-Institut, anschließend war er bis zu seinem Tod als Professor an der Johns Hopkins University tätig.
Christian B. Anfinsen war von 1941 bis 1978 mit Florence Bernice Kenenger verheiratet, aus der Ehe gingen drei Kinder hervor. Ab 1979 war er mit Libby Esther Shulman Ely verheiratet und konvertierte im selben Jahr zum orthodoxen Judentum.

## Forschungen
In den 1950er- und 1960er-Jahren widmete sich Anfinsen vor allem Untersuchungen zur Proteinstruktur und Proteinfaltung. Mit Experimenten an einer Ribonuklease zeigte er 1954 den Zusammenhang zwischen Aminosäuresequenz und Raumstruktur des Proteins auf. 1961 zeigte Anfinsen, dass die Sekundär- und Tertiärstruktur eines Proteins durch dessen Primärstruktur determiniert sind. Ab 1963 wandte er sich der Ribonuklease von Staphylococcus aureus zu, die er 1966 unter Verwendung einer Affinitätschromatografie isolierte und später vollständig sequenzierte. In den 1970er Jahren widmete sich Christian Anfinsen der Interferon-Forschung, ab 1983 beschäftigte er sich zunehmend mit Pyrococcus furiosus.

## Veröffentlichungen (Auswahl)
- Christian B. Anfinsen: The Molecular Basis of Evolution. John Wiley & Sons, 1959. (Volltext)